# Zasuwnica
Zasuwnica – element napędowy okucia okiennego lub drzwiowego. Dzięki kołu zębatemu w klamce przesuwa dwa pręty jednocześnie w górę i w dół, powodując otwarcie lub uchylenie okna. Zasuwnice mogą znajdować się na zewnątrz skrzydła, przez co są widoczne, albo są ukryte poprzez wsunięcie w listwę przymykową, ramę skrzydła bądź od strony czoła skrzydła. 